# Chloridops
Chloridops is een uitgestorven geslacht van zangvogels uit de vinkachtigen (Fringillidae).

## Soorten
Het geslacht kent één soort:
- † Chloridops kona – Konavink